# Piper J-5
Die Piper J-5 Cub Cruiser ist ein Kleinflugzeug des US-amerikanischen Herstellers Piper Aircraft.

## Geschichte

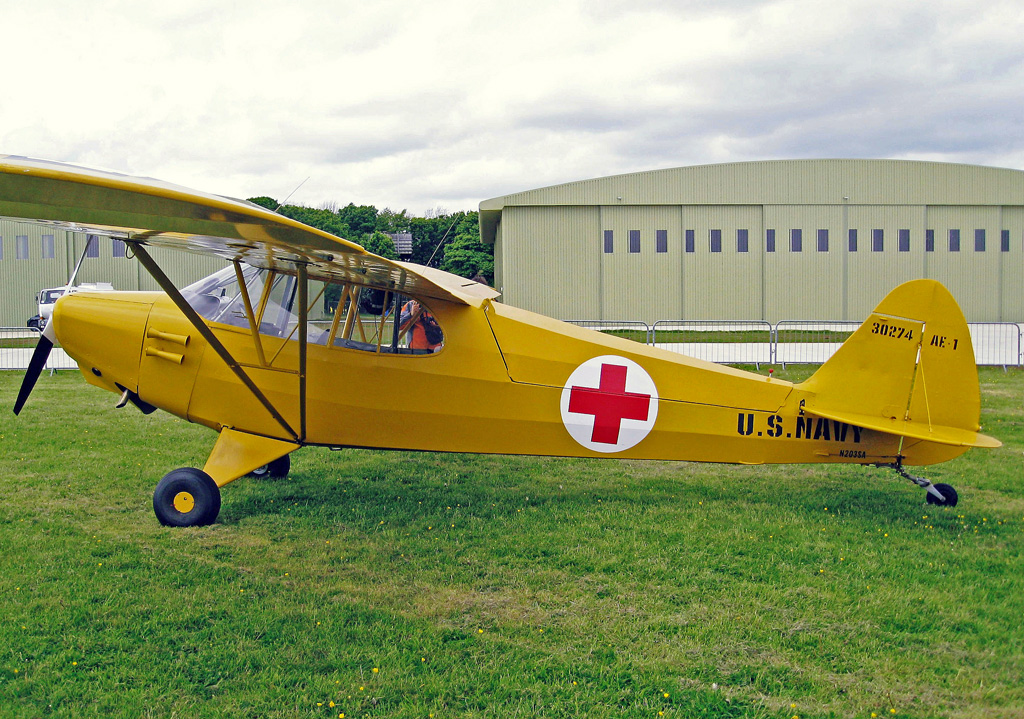
Ehemalige Piper AE-1 der U.S. Navy mit aufklappbarem Heck für die Verladung von Verletzten

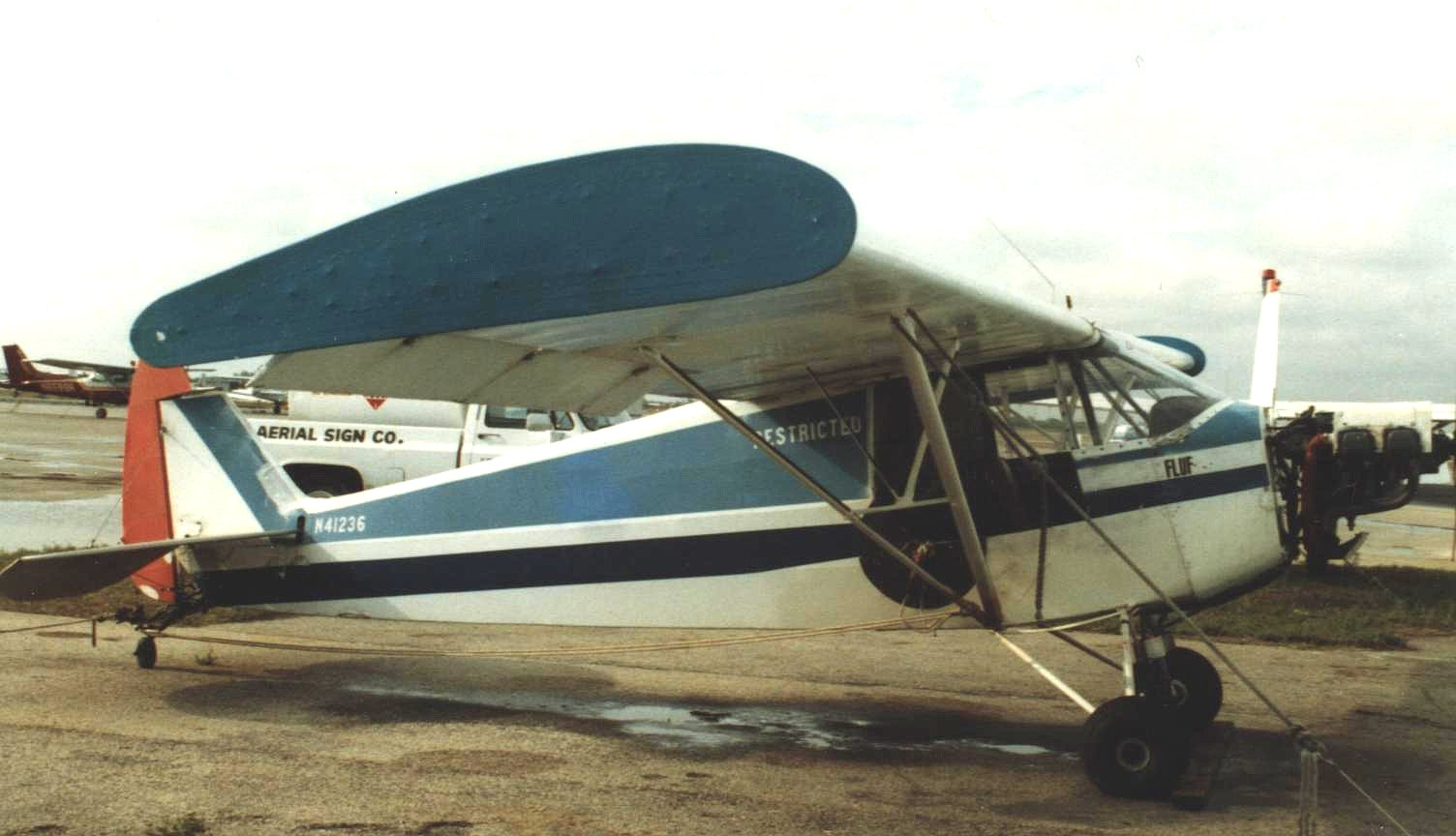
Piper J-5A Cub Cruiser with Flügelendblechen, ausgerüstet für den Bannerschlepp am North Perry Airport in Florida, März 1987

Während des Zweiten Weltkriegs überarbeitete Piper die Struktur der J-5A. Die J-5B wurden von einem Lycoming GO-145-C2 mit einer Nennleistung von 75 PS (55 kW) angetrieben. Die später gebaute J-5C – auch bezeichnet als HE-1 und später als AE-1 – war ein Sanitätsflugzeug der U.S. Navy mit einem aufklappbaren Heck. Als Triebwerk kam ein Lycoming O-235-2 mit 100 PS (74 kW) zum Einsatz. Des Weiteren wurde das Fahrwerk überarbeitet.
Nach dem Krieg ändert Piper das Präfix seiner Modellbezeichnungen von J- in PA- und aus der J-5C wurde die PA-12 "Super Cruiser", die mit 3759 Exemplaren beliebter war als die ursprüngliche J-5A.
Neben der PA-12 entwickelte Piper auch eine viersitzige Version mit einem Triebwerk mit 115 PS (85 kW), die die Bezeichnung PA-14 Family Cruiser erhielt. Dieses Muster war allerdings das am wenigsten erfolgreiche der drei Modelle und wurde lediglich 238 mal gebaut. Etwa einhundert Exemplare existieren heute noch.
Im März 2020 waren in den Vereinigten Staaten noch 295 Exemplare der J-5 registriert.

## Konstruktion
Die Piper J-5 Cub Cruiser war eine größere und leistungsfähigere Version der Piper J-3 Cub. Sie wurde nur zwei Jahre nach der J-3 Cub entwickelt und unterschied sich von dieser durch einen breiteren Rumpf, in dem der Pilot auf dem vorderen Sitz und zwei Passagier nebeneinander auf dem hinteren Sitz Platz hatten. Angetrieben von einem Continental-Motor mit einer Nennleistung von 75 PS (55 kW) lag die Reisegeschwindigkeit der Maschine bei 75 mph (121 km/h). Offiziell ein Dreisitzer wäre die korrekte Beschreibung jedoch eher „Zweieinhalbsitzer“, da zwei Erwachsene nur sehr eingeengt in den breiteren, hinteren Sitz passten. Die J-5 kostete bei ihrer Einführung 1.798 US-Dollar (inflationsbereinigt circa 34.732 US-Dollar).
Gebaute Exemplare der drei Modelle J-5-A, J-5-B und J-5-C fallen in zwei Kategorien, die sich deutlich voneinander unterscheiden. Der offensichtlichste Unterschied zeigt sich am Fahrwerk. Die frühen Exemplare, von denen 783 zwischen 1940 und Anfang 1942 gebaut wurden, verfügten über außenliegende Dämpfergummis. Exemplare aus den Jahren 1944 bis 1946 dagegen hatten innenliegende Stoßdämpfer.

## Versionen
J-5
angetrieben von einem Continental A75-8 mit 75 PS (55 kW)
J-5A
angetrieben von einem Continental A-75-9
J-5A-80
J-5A, angetrieben von einem Continental A80-8 mit 80 PS (59 kW)
J-5B
angetrieben von einem Lycoming O-145-B mit 75 PS (55 kW)
J-5C
angetrieben von einem Lycoming O-235-B mit 100 PS (74 kW)
J-5CA
Prototyp einer Sanitätsversion für die U.S. Navy
J-5CO
Prototyp einer Aufklärungsversion, später zur L-4X als Prototyp für die militärische Version L-14 umgebaut
J-5D
1946 gebaute Version mit einem Lycoming-Motor mit 125 PS (92 kW)

### Militärische Bezeichnungen
YL-14
Prototyp eines Verbindungsflugzeugs für die U.S. Army, fünf Exemplare gebaut
L-14
Serienversion der YL-14, von ursprünglich 845 bestellten Exemplaren wurden nach Stornierung der Bestellung nur 9 Exemplare fertiggestellt und an zivile Besitzer verkauft
HE-1
Sanitätsvariante für die U.S. Navy mit aufklappbarem Heck zur Verladung von Krankentragen, 100 gebaute Exemplare, später als AE-1 bezeichnet
UC-83
Vier Exemplare des Typs J-5A, die von Panama militärisch genutzt wurden. Wurde später als L-4F bezeichnet
L-4F
Vier UC-83 und weitere 39 J-5A des panamaischen Militärs
L-4G
militärische Variante der J-5B, 34 gebaute Exemplare

## Technische Daten
| Kenngröße             | Daten                  |
| --------------------- | ---------------------- |
| Besatzung             | 1                      |
| Passagiere            | 2                      |
| Länge                 | 22,5 ft (6,9 m)        |
| Spannweite            | 35,5 ft (10,8 m)       |
| Höhe                  | 6,8 ft (2,1 m)         |
| Leermasse             | 830 lb (376 kg)        |
| max. Startmasse       | 1.450 lb (658 kg)      |
| Reisegeschwindigkeit  | 75 kn (139 km/h)       |
| Höchstgeschwindigkeit | 83 kn (154 km/h)       |
| Dienstgipfelhöhe      | 10.200 ft (3.109 m)    |
| Reichweite            | 370 NM (685 km)        |
| Triebwerke            | 1 × Lycoming GO-145-C2 |